# Halvplan
Ett halvplan är ett område av ett plan, som avgränsas av en rät linje. Ett halvplan är därmed detsamma som den yta som spänns upp av en rak vinkel, en vinkel på 180°.
De fyra halvplanen som avgränsas av axlarna i en graf brukar associeras med vissa matematiska egenskaper beroende på vad axlarna representerar. Det är särskilt vanligt i komplex analys och vid analys av linjära (och tidsinvarianta) system. Ett exempel är placeringen av ett filters poler i ett komplext plan, vilket ger information om filtrets stabilitet.

Det övre halvplanet.
Det vänstra halvplanet.
Det nedre halvplanet.
Det högra halvplanet.